# Pulgasari
Pulgasari (oder Pulgasary) ist ein nordkoreanischer Monsterfilm aus dem Jahr 1985 nach Art der japanischen Godzillafilme.

## Handlung
Im Korea des 14. Jahrhunderts kämpfen Rebellen gegen ihren König und die Monarchie. Bei einem Camp in den Bergen geraten Inde, der Führer der Rebellen, und seine Mitstreiter in Gefangenschaft. Der Schmied Takse stirbt in der Gefangenschaft. Vor seinem Tod formt er noch die kleine Figur Pulgasari aus Reis, die seiner Tochter gegeben wird. Durch Kontakt mit Blut wird Pulgasari lebendig. Pulgasari ernährt sich von Eisen. Nach jeder Mahlzeit wächst Pulgasari weiter und wird zu einem metallfressenden Riesenmonster.

## Hintergrund
Der Film wurde vom südkoreanischen Regisseur Shin Sang-ok inszeniert, welcher 1978 auf Befehl Kim Jong-ils nach Nordkorea, das zu dieser Zeit unter der Diktatur Jong-ils Vater Kim Il-sung stand, entführt wurde. Kim Jong-il galt als großer Filmliebhaber und wollte mit seinem Entführungsopfer die nordkoreanische Filmwirtschaft bereichern. Pulgasari ist Shin Sang-oks bekanntester Film aus seiner Zeit der Gefangenschaft, bevor ihm 1986 die Flucht gelang.
Das japanische Filmstudio Tōhō, welches bereits Godzilla und andere Monsterfilme produziert hatte, lieferte die Spezialeffekte für den Film. Kenpachiro Satsuma, der bereits die Rolle Godzillas gespielt hatte, übernahm auch die Rolle des Monsters Pulgasari. Obwohl der Film in den meisten Teilen der Welt nie offiziell veröffentlicht wurde, ist er online verfügbar und Länder wie die USA behandeln den Film als Allgemeingut.

## Remake
Shin Sang-ok schrieb das Drehbuch zum 1996 in den USA erschienenen Fantasy- und Monsterfilm Galgameth – Das Ungeheuer des Prinzen, der große Parallelen zum Film Pulgasari aufweist.